# Кирил Михайлов
Кирил Йорданов Михайлов е български офицер, контраадмирал, командир на Военноморските сили на България.

## Биография
Роден е на 19 юли 1966 г. в София. През 1990 г. завършва Висшето военноморско училище „Никола Вапцаров“ във Варна. Службата си започва като командир на артилерийска и минно-торпедна бойна част на корвета. На тази позиция е до 1993 г., когато е назначен за помощник-командир на корвета. От 1995 до 1999 г. е командир на корвета. През 2000 г. завършва Командно-щабния колеж на Военноморските сили на САЩ. След завършването е отново командир на корвета (2000 – 2001). След това е назначен за дивизионен специалист по противовъздушна и противоподводна отбрана във Военноморска база Варна (2001 – 2002). От 2002 до 2003 г. е старши помощник-началник в отделение „Оперативно-бойна подготовка" във Военноморска база Варна. Между 2003 и 2006 г. е старши помощник-началник в отдел „Планиране и управление на операции" в Оперативно управление на Главния щаб на ВМС. В периода 2006 – 2009 г. е координатор по ВМС в Националното военно представителство на Република България в Съюзното командване на НАТО по операциите. От 2009 до 2011 г. е командир на дивизион патрулни кораби във Военноморска база Варна. След това е назначен за началник на отдел „Подготовка и използване на силите" в щаба на ВМС. През 2013 г. завършва генералщабен курс във Военноморския колеж на САЩ и отново се връща на старата си позиция. На 28 април 2014 г. е назначен на длъжността директор на дирекция „Операции и подготовка“ в Министерството на отбраната и удостоен с висше офицерско звание комодор, считани от 30 юни 2014 г. От 7 август освен на тази позиция е определен за председател на Комитета на националните резервни сили на НАТО.
От 1 декември 2015 г. е Национален военен представител в Националното военно представителство в Съюзното командване по операциите на НАТО в Монс, Белгия, с 3.5-годишен мандат. С указ № 67 от 22 март 2016 г. е удостоен с висше офицерско звание контраадмирал, считано от 1 май 2016 година. Освободен е от длъжността, считано от 23 юни 2019 г. Със същия указ  е назначен на длъжността „Командир на Военноморските сили“, считано от 23 юни 2019 г.

## Образование
- Висше военноморско училище „Никола Вапцаров“ 1985 – 1990, „Корабоводене за ВМС“
- Командно-щабен колеж на САЩ в Нюпорт, Роуд Айлънд 1999 – 2000
- Колеж на съвместните сили на САЩ в Норфолк, Вирджиния 2000
- Международен курс по управление на отбраната в Института за мениджмънт на отбранителните ресурси, Монтерей, Калифорния САЩ 2010
- Военноморски команден колеж на САЩ в Нюпорт, Роуд Айлънд 2012 – 2013

## Награди
- 1998 – Предметна награда – бинокъл
- 2004 – Награден знак „За вярна служба под знамената“ – IIІ степен
- 2014 – Награден знак „За отлична служба“ – I степен
- 2015 – Орден „За заслуги“ към Конфедерацията на офицерите от резерва – CIOR
- 2016 – Награден знак „За вярна служба под знамената“ – I степен

## Военни звания
- Лейтенант (1990)
- Старши лейтенант (1993)
- Капитан-лейтенант (1996)
- Капитан III ранг (2000)
- Капитан II ранг (2006)
- Капитан I ранг (27 юни 2011)
- Комодор (30 юни 2014)
- Контраадмирал (1 май 2016)